# Anton Faistauer
Anton Faistauer (Sankt Martin bei Lofer (Salzburgo), 14 de febrero de 1887 - Viena, 13 de febrero de 1930), también conocido como Anton Fai, fue un pintor austriaco.

## Biografía

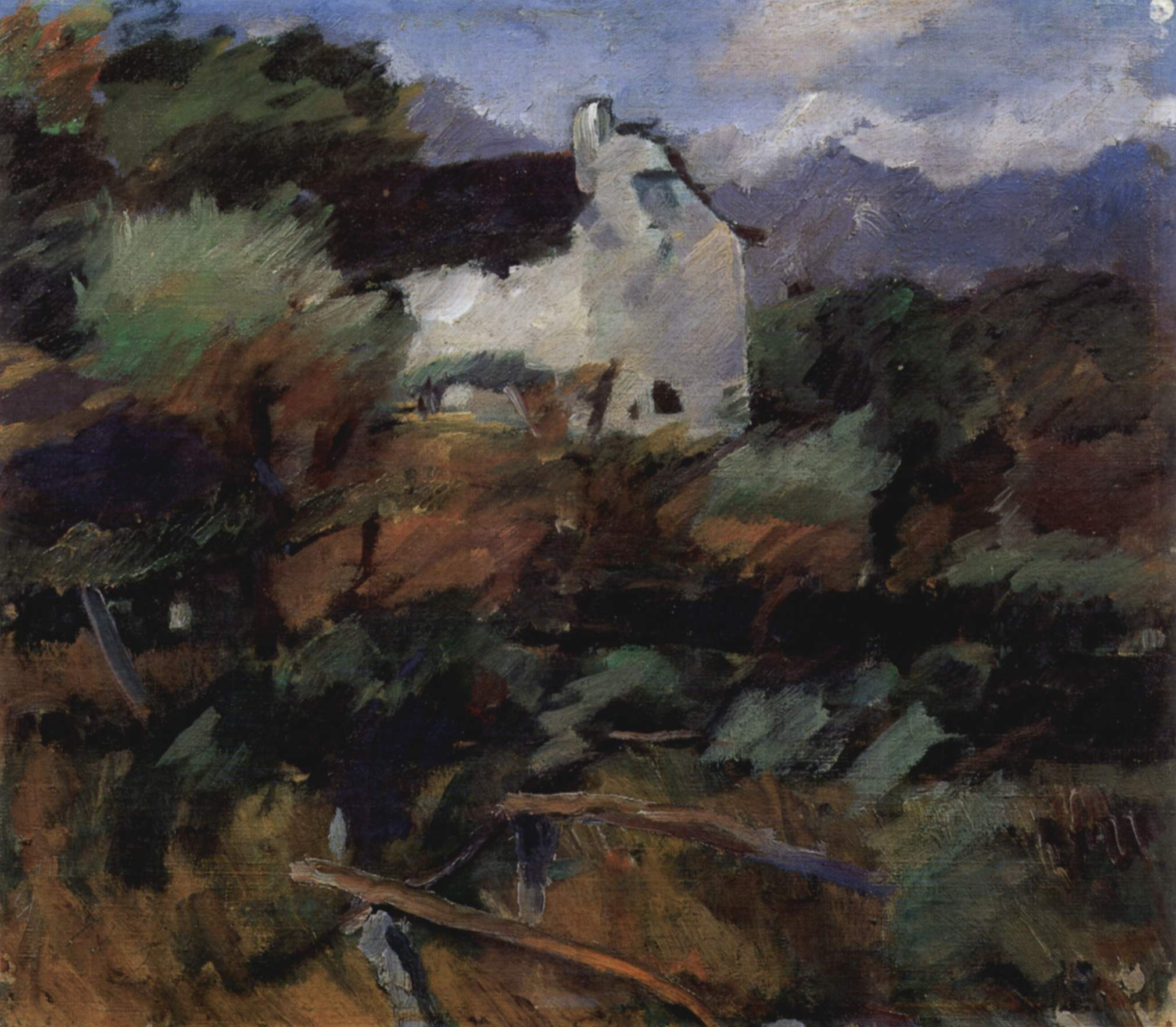
Antiguo molino cerca de Maishofen, 1911

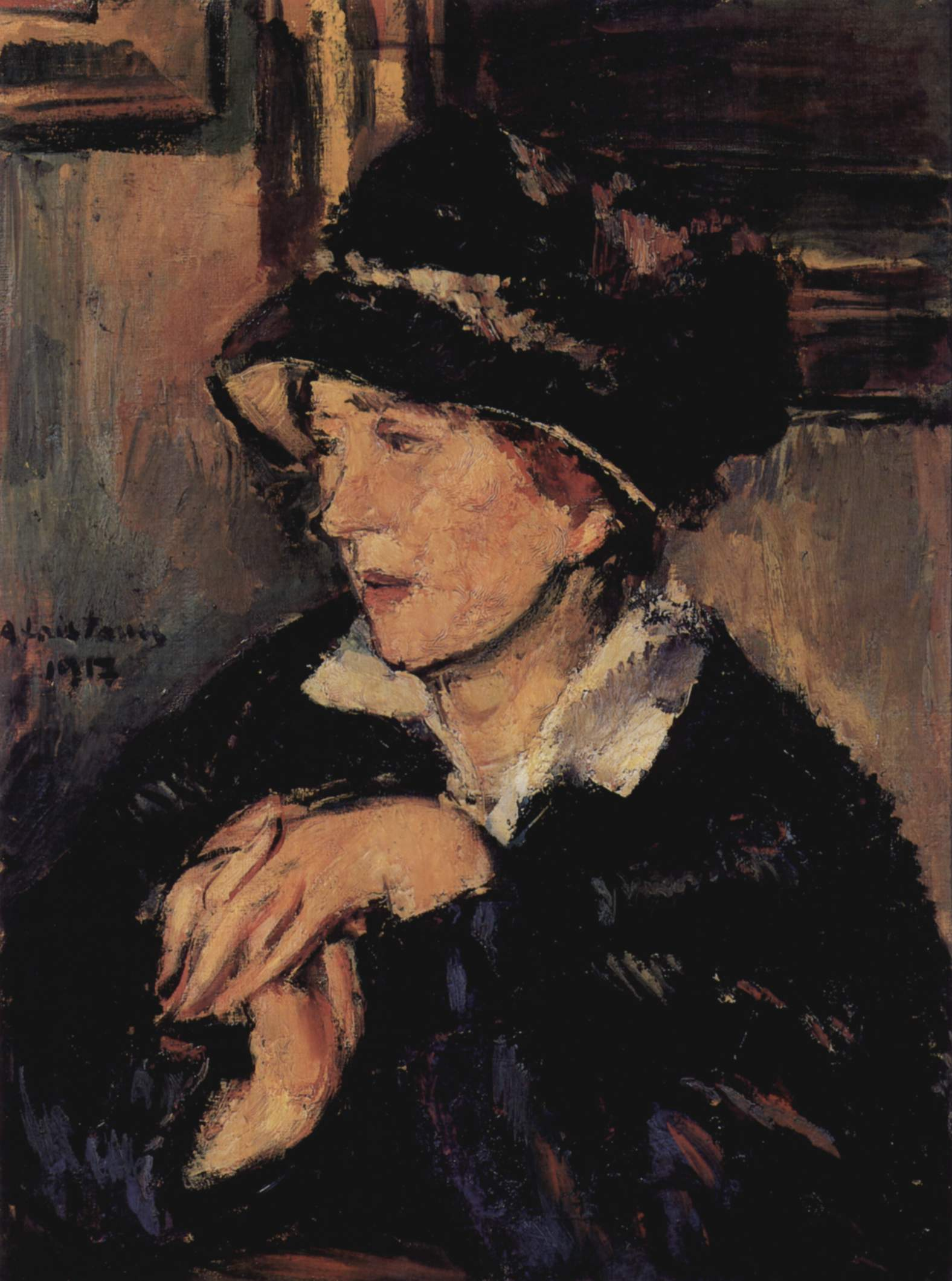
Retrato de una dama con un sombrero oscuro, 1917

Nacido en el seno de una familia de agricultores, Faistauer había tomado la decisión, en un primer momento, de convertirse en sacerdote. Pasó gran parte de su juventud en Maishofen. Al comenzar la escuela secundaria se trasladó a Bozen, donde comenzó a dedicarse a la pintura. Tiempo después, ya en Viena, asistió a la escuela privada de pintura de R. Scheffer entre los años 1904 a 1906 y posteriormente estudió en la Academia de Bellas Artes de Viena de 1906 a 1909.
Fundó el grupo de arte conocido como Neukunstgruppe junto con Anton Kolig, Robin Christian Andersen, quien más tarde se convirtió en su cuñado, Franz Wiegele y Egon Schiele en 1909, en protesta contra el negocio del arte conservador. A finales del verano de 1909 abandonó la academia. En los años comprendidos entre 1909 y 1912 viajó a Ticino y Berlín. En 1909 y 1910 el Neukunstgruppe expuso por primera vez en el salón de arte Pisko en Schwarzenbergplatz; siguieron otras exposiciones en Budapest, Munich, Viena (Hagenbund), Colonia, Dresde y Roma.
En 1913 se casó con Ida Andersen, hermana del pintor Robin Christian Andersen. De este matrimonio nacería su hijo Peter. El 1 de octubre se inauguró la primera exposición colectiva en la Galería Miethke de Viena, que incluyó 33 óleos y tuvo un gran éxito. En 1915 se trasladó a Maishofen debido a la guerra. Durante la Primera Guerra Mundial, Faistauer completó el servicio militar de 1916 a 1918, aunque, debido a la falta de idoneidad, lo hizo "sin un arma", lo cual le permitió involucrarse en el Museo del Ejército, desde donde se organizaron exposiciones de pinturas de guerra junto con Egon Schiele y pudo desarrollarse libremente como artista.
En 1919, tras finalizar la guerra, Faistauer se instaló en Salzburgo, donde fundó la asociación de artistas radicales Der Wassermann. Su primera esposa murió la noche anterior a la inauguración de la primera gran exposición del grupo el 3 de agosto de 1919.
En 1921 contrajo un segundo matrimonio con Emilie Ehrenberger, y tres años más tarde nació su segundo hijo Thomas. A los pocos años, su relación con Emilie se rompió. Participó en la exposición de primavera y otoño de la Secesión de Viena. En 1924 y 1925 permaneció en Bolzano varias veces para tratar sus dolencias estomacales y pulmonares. En 1925 participó en la exposición internacional de arte de Zúrich junto con Oskar Kokoschka.
Después del fracaso del segundo matrimonio, vivió con Adelgunde Krippel. Recibió el encargo de pintar el Festival de Teatro de Salzburgo con frescos. En 1927 se trasladó a Viena. Siguieron viajes a Venecia, Nápoles, Taormina, Palermo y Génova; las vedute creadas en este viaje, en las que destaca un “tono trágico”, delatan una crisis de personalidad existencial.
En 1930 sufrió una hemorragia gástrica que requirió cirugía. El 13 de febrero, Anton Faistauer murió a causa de las consecuencias. Fue enterrado en el cementerio de Maishofen. La tumba fue construida según un diseño de Clemens Holzmeister.

## Obra
Faistauer es uno de los pintores más importantes del modernismo austriaco y se le considera, junto a nombres como Klimt, Kokoschka, Schiele o Boeckl, uno de sus pioneros. El joven artista se dio a conocer antes de la Primera Guerra Mundial a través de exposiciones en Alemania y Hungría. A diferencia de la mayoría de sus colegas, intentó desarrollar la pintura occidental tradicional. En su libro New Painting in Austria, publicado en 1923, abordó de manera programática y, en ocasiones, de manera extremadamente precisa el modernismo de su época. Para Faistauer, la pintura de Paul Cézanne fue particularmente importante. En este libro también se ocupó de Franz Wiegele y Anton Kolig, los principales representantes de los Nötscher Kreis, con quienes había estado en contacto desde 1909 y mantuvo correspondencia.
Además de paisajes, naturalezas muertas y retratos, Faistauer creó varios frescos de gran formato en la década de 1920, que ahora se consideran sus principales obras. Con ellos trató de desarrollar una pintura al fresco contemporánea y fusionar elementos modernos con tradicionales. El interés por los temas religiosos también se refleja en su obra.
La mayoría de las pinturas de Faistauer se encuentran en el Museo de Salzburgo y en el Museum der Moderne Rupertinum de Salzburgo, pero también en el Landesmuseum de Linz, en el Niederösterreichisches Landesmuseum de St. Pölten y en Viena en el Museo Leopold y la Galería Austriaca. También hay una serie de obras importantes específicamente relacionadas con el lugar en su lugar de nacimiento Maishofen.

## Reconocimientos
En 1909 Egon Schiele lo inmortalizó en un retrato. En 1914, Faistauer ganó el primer premio en el concurso Reininghaus. En 1918 recibió la Medalla de Oro de Austria gracias a la colección de 13 óleos depositados en Salzburgo. En 1926 fue nombrado profesor. En 1987, el Correo de Austria publicó un sello postal especial en honor al centésimo cumpleaños de Faistauer. En 2004 se fundó el Anton Faistauer Forum, que se dedica a la documentación, interpretación y presentación de la obra de Faistauer. Del 11 de febrero al 22 de mayo de 2005, tuvo lugar una gran exposición especial en el Museo de Salzburgo. La Faistauergasse en Salzburgo lleva el nombre de Anton Faistauer, al igual que la Faistauergasse en Viena-Hietzing (desde 1931) y el Premio Anton Faistauer.